# アンラッキー後藤
アンラッキー後藤（アンラッキーごとう、1977年6月27日 - ）は、日本の元お笑いタレント、編集者。本名：後藤 美葉（ごとう みよう）。東京都目黒区出身。ズームリパブリックに所属していた。

## 略歴・人物
芸人デビュー当初のプロフィールによると、公称体格は身長158cm。体重52kg。スリーサイズは、B82-W64-H89。血液型A型。
1994年3月、高校在学中に同級生に誘われる形で漫才コンビ『アンラッキー』を結成するが、半年ほど経ったある日に喧嘩がきっかけでライブ当日に相方に逃げられてしまう。その時点で芸人を辞めようと思っていたが、その場で作った即興のピンネタでライブに出たところウケてしまいその様子を見ていたフジテレビのプロデューサーから声を掛けられる形で『Mars TV』のレギュラー出演が決まる。
若くして瞬く間に売れてしまった事もあり「入ってすぐに辞めると迷惑になる」といった理由で事務所のオファーは全て断っていたが、自身が岡本真夜の楽曲が好きであった影響から当時ズームリパブリックに存在していたお笑い部門の所属となる。
男物のスーツに黒いモナリザのネクタイというコスチュームで「相方募集中」と書いたスケッチブックを脇に置いてきついセリフを吐き続け、話の締めには絶叫するというスタイルで『とんねるずの本汁でしょう!!』『ウンナンの気分は上々。』『パパパパPUFFY』など多数のバラエティ番組に出演。また、1999年頃からはイベント司会者・ラジオ番組のパーソナリティ・放送作家などでも活動。
しかし、武蔵工業大学（現：東京都市大学）での学業との両立が難しくなり、出版社への就職が決まった事を機に2001年に芸人としての活動を引退。その後に独立し、個人のフリー編集者として活動。
2023年2月、「地域活動をしていると元芸人だとバレることがある」「心境の変化があった」といった事を理由に約20年ぶりにメディアでのインタビューに応じ、現在は2人の子供を育てながら地元で消防団員を務めている事を明かしている。
以降、家庭や地域活動を重視しつつも、緩やかなペースでメディアへの出演を継続中。

## エピソード
- ネタの中で特に有名なのが「サザエさん 大嫌いなのに さん付け」である。
- 放送作家としては、J-WAVEの『GROOVE LINE』で構成を担当していたことが確認されている。
- 引退後も時々イベントのステージに立ったことがある。
- NTV『いろもん』で共演した内村光良（ウッチャンナンチャン）から優しくされたことがきっかけで「ウッチャン大好き芸人」としてバラエティに出ていたことがある[6]。
- 現役時代はX-GUN、底ぬけAIR-LINE、U-turn、光浦靖子（オアシズ）らの先輩に可愛がってもらい、ミュージシャンではPUFFYやユースケ・サンタマリアと親しかった事を振り返っている。また、ユースケ・サンタマリアの全てのミュージック・ビデオに出演している[7][8]。
- 安藤なつ（メイプル超合金）は自身が中学2年生の時に後藤のファンとなり、ネタ中に使っていた「相方募集中」と書かれたスケッチブックを真に受け相方になりたいと手紙を送った事がある[9]。そして、後藤の復帰を機に念願の対面を果たした[10]。

## 出演

### テレビ
- 日本テレビ
  - 『ZZZ・いろもん』
  - 『ZZZ・新橋ミュージックホール』
  - 『結婚できない!!』
  - 『しゃべくり007』[11]
- テレビ朝日
  - 『パパパパPUFFY』
  - 『GAHAHA王国』
- TBSテレビ
  - 『ウンナンの気分は上々。』
  - 『じょんのび』
  - 『今夜もハレホレ』
- テレビ東京
  - 『爆笑王は俺だ!』
  - 『Men喰』
- フジテレビ
  - 『初詣!爆笑ヒットパレード』
  - 『新春かくし芸大会』
  - 『とんねるずの本汁でしょう!!』
  - 『daiba:ba』
  - 『P-STOCK』
  - 『火曜ワイドスペシャル・激突 なりきりスター天下とったる歌合戦!』
  - 『タモリのスーパーボキャブラ天国』
  - 『UN FACTORY カボスケ』
  - 『お笑い女房』
  - 『Mars TV』
  - 『ブレイクもの!』
  - NEXT TV『ウモクビ』
- NHK BS2
  - 『爆笑アイドル誕生!渋谷発!お笑い宇宙計画』
- テレビ神奈川
  - 『PUFFYのSaku Sakuモーニング』

### ラジオ
- TBSラジオ
  - 『赤坂お笑いDO-JO』
- ニッポン放送
  - 『のってけテリー!渚の青春花吹雪』
- 文化放送
  - 『Funky Lips』
- TOKYO FM
  - 『お笑いラジオスペイン坂』

### CM
- 日本移動通信（現・KDDI）
- カルビーさやえんどう
- オムロン

## 音源集

### CD
- ネタde笑辞典（1998年1月21日、COCA-14730）
  - 日本コロムビアからリリースされた、若手お笑い芸人数組によるネタのライヴ録音を収録した企画盤。現在では入手困難。

## 連載
- 竹書房『カシャッ』
- 成美堂出版『BRAND'S OFF』
- 平和出版『Ajapa』

## Webメディア
- 「アンラッキー後藤さんインタビュー #1」文春オンライン